# Балликмойлер
Балликмойлер (англ. Ballickmoyler; ирл. Baile Mhic Mhaoilir) — деревня в Ирландии, находится в графстве Лиишь (провинция Ленстер) на трассе N80. В 2 км к северо-западу находится деревня Арлесс, а в 30 км на юго-восток — административный центр графства — город Порт-Лиише.

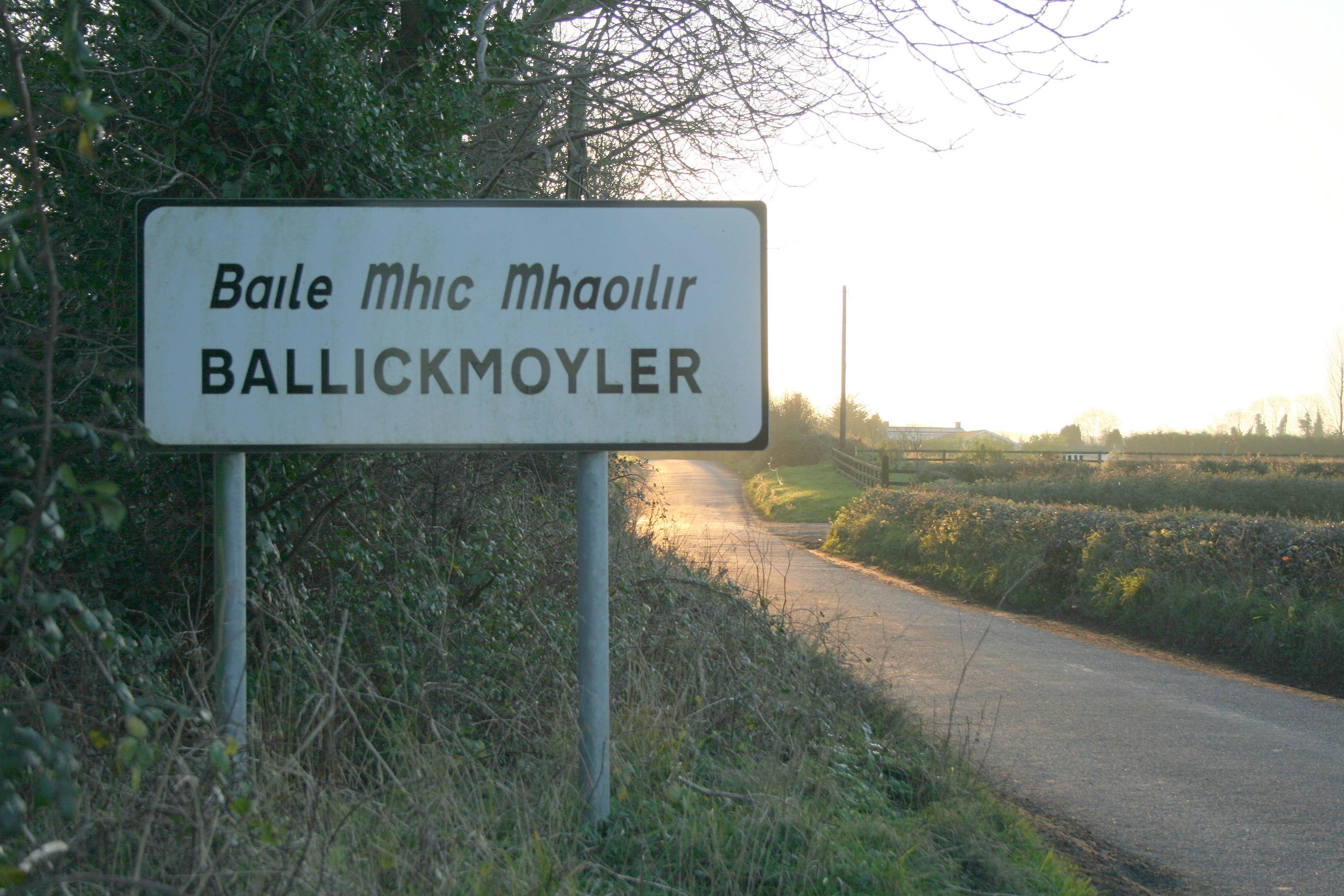
Название на двух языках